# Neanderkirche (Düsseldorf)

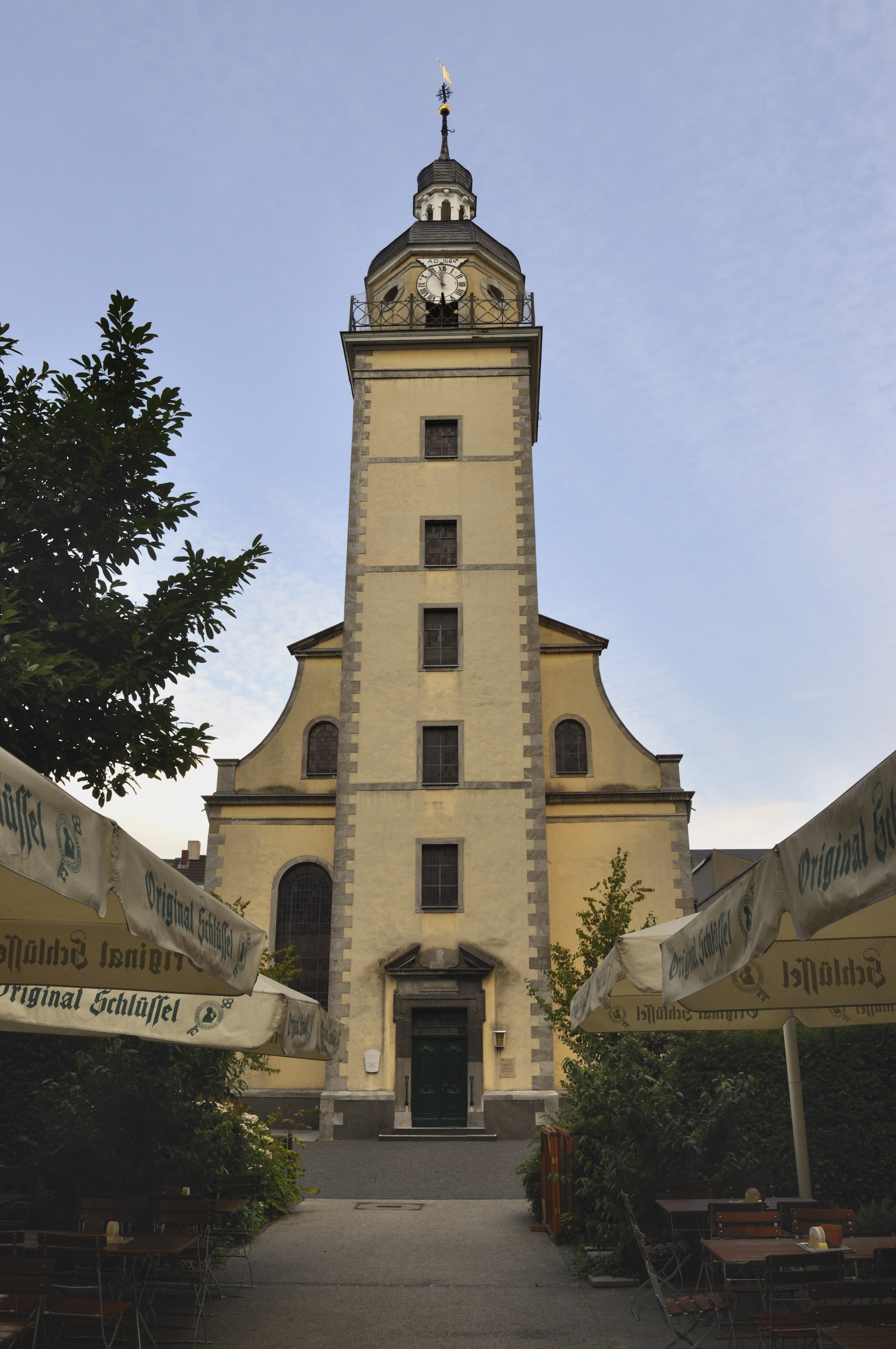
Turmfassade zur Bolkerstraße

Die Neanderkirche ist eine evangelische Kirche an der Bolkerstraße in der Düsseldorfer Altstadt.

## Geschichte

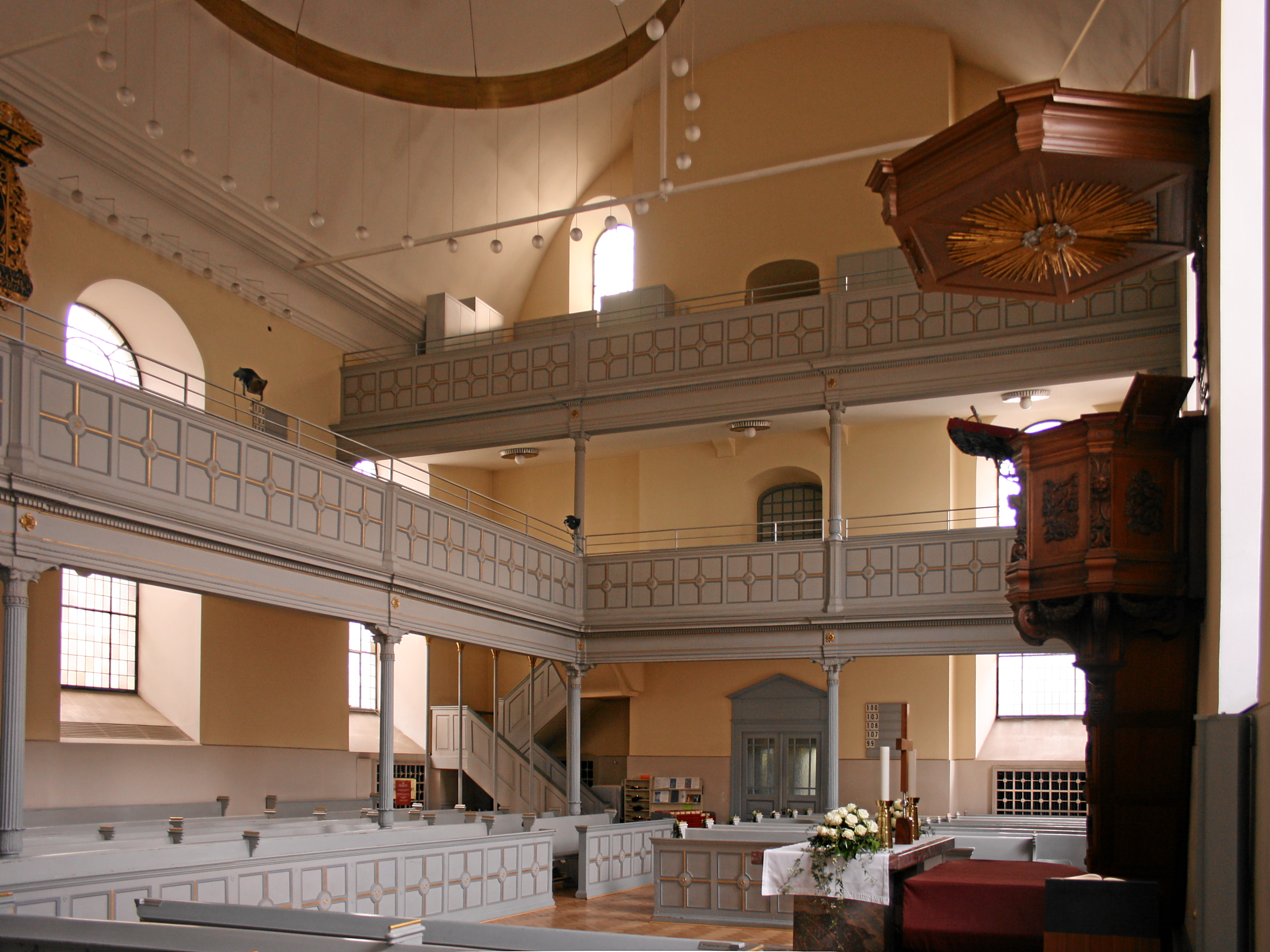
Kirchenraum mit Kanzel (rechts) und Emporen an Ost- und Südwand

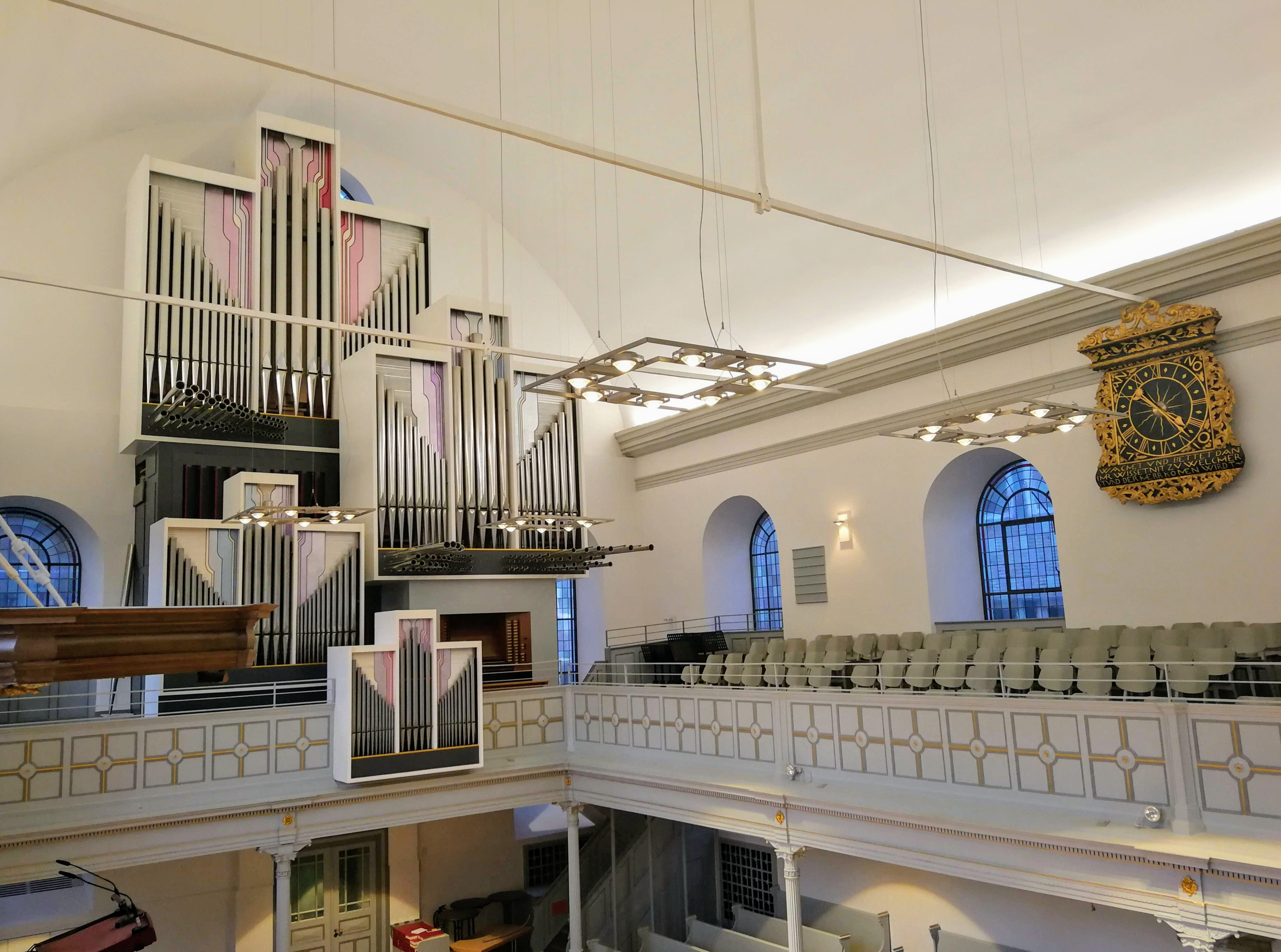
Kirchenraum mit Orgel

Nach Beginn der Gegenreformation in Düsseldorf wurden die Aktivitäten der reformierten und evangelischen Kirche in Düsseldorf noch von 1609 bis 1614 geduldet. 1610 wurde deshalb auf dem Grundstück der späteren Neanderkirche ein Predigthaus errichtet. Mit Ende der Duldung musste dieses Haus 1614 geschlossen werden. Erst in der zweiten Hälfte des 17. Jahrhunderts durften die evangelischen Christen in der Altstadt wieder Kirchengebäude errichten. Die Neanderkirche wurde von der Reformierten Gemeinde fast gleichzeitig mit der Lutherischen Berger Kirche errichtet. Nach der Grundsteinlegung 1683 wurde die Kirche nach Entwurf und unter der Bauleitung von Michael Cagnon bis 1687 errichtet. Entwürfe für die Innenausstattung, die große Kirchentür und den Engel mit Posaune als Wetterfahne für den Turm lieferte der Hofmaler Johannes Spilberg. Kirchweihe war bereits 1684. Die Benennung nach Joachim Neander erfolgte 1916.
Die Neanderkirche entstammt dem frühen Barock und hat wegen der calvinistischen Zurückhaltung eine schlichtere Gestaltung, als es im Barock üblicherweise war. Aufgrund der im Herzogtum Berg vorherrschenden römisch-katholischen Glaubensrichtung, der auch der Landesherr aus dem Hause Pfalz-Neuburg anhing, und aus Gründen der durch die Gegenreformation bestehenden Vorbehalte gegen Protestanten, durften protestantische Kirchen nicht als Kirchenbau in Erscheinung treten. Daher musste die Neanderkirche als so genannte Hinterhofkirche errichtet werden, das heißt in einem uneinsehbaren Innenhof einer Blockrandbebauung und somit nicht unmittelbar an einer öffentlichen Verkehrsfläche.
Im Zweiten Weltkrieg wurden die an der Bolkerstraße vorgelagerten Häuser zerstört und nicht wieder aufgebaut, so dass die Kirche heute von dieser Seite aus sichtbar ist. Der auf den Grundstücken der zerstörten Häuser entstandene Kirchhof wird von der gegenüberliegenden Brauerei zum Schlüssel gelegentlich als Biergarten genutzt. Zusätzlich zum Zugang von der Bolkerstraße aus, besteht ein Durchgang zur Andreasstraße neben der Traditionsgaststätte Benders Marie.
Kirchlich gehört sie zur Evangelischen Kirchengemeinde Düsseldorf-Mitte.

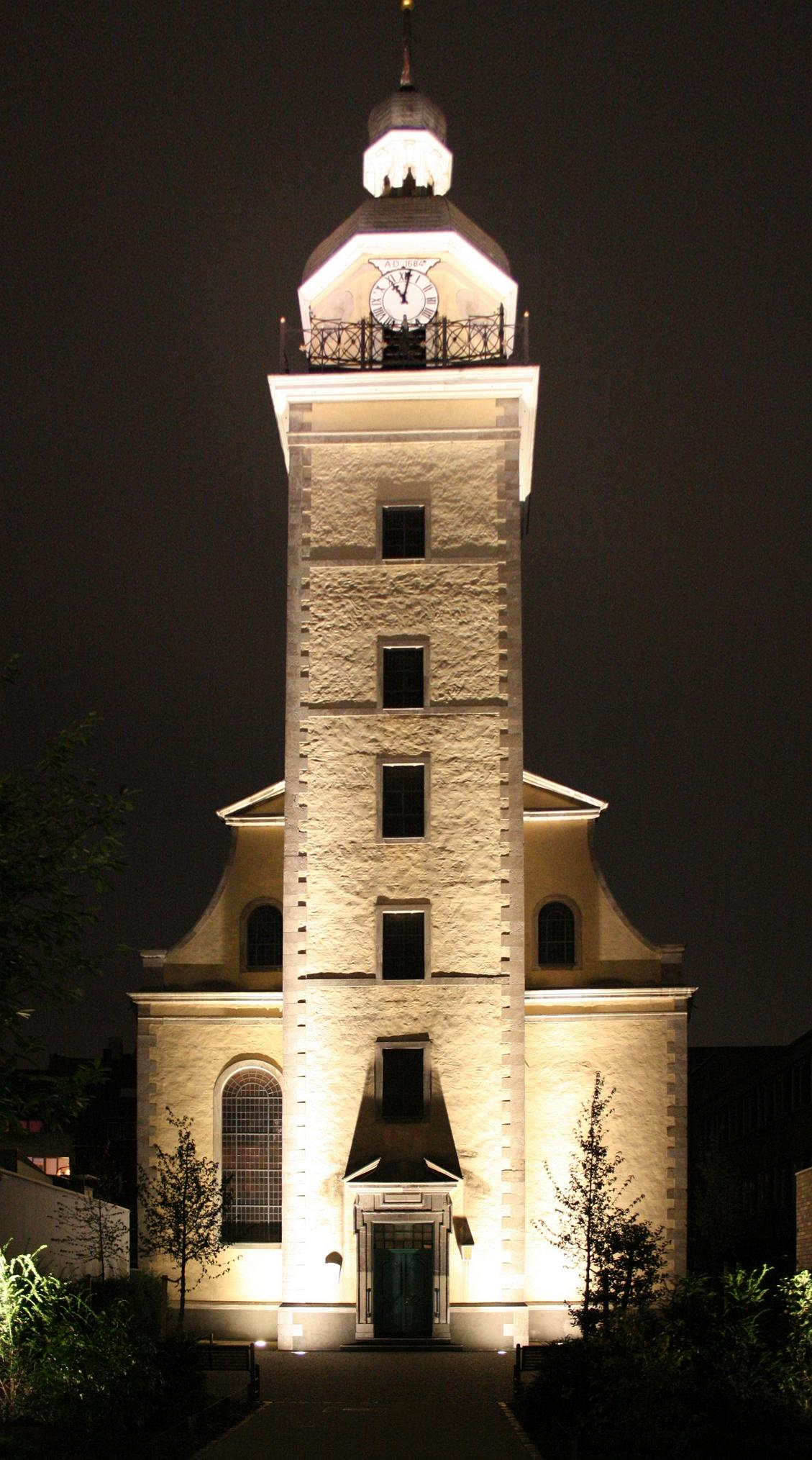
Neanderkirche bei Nacht
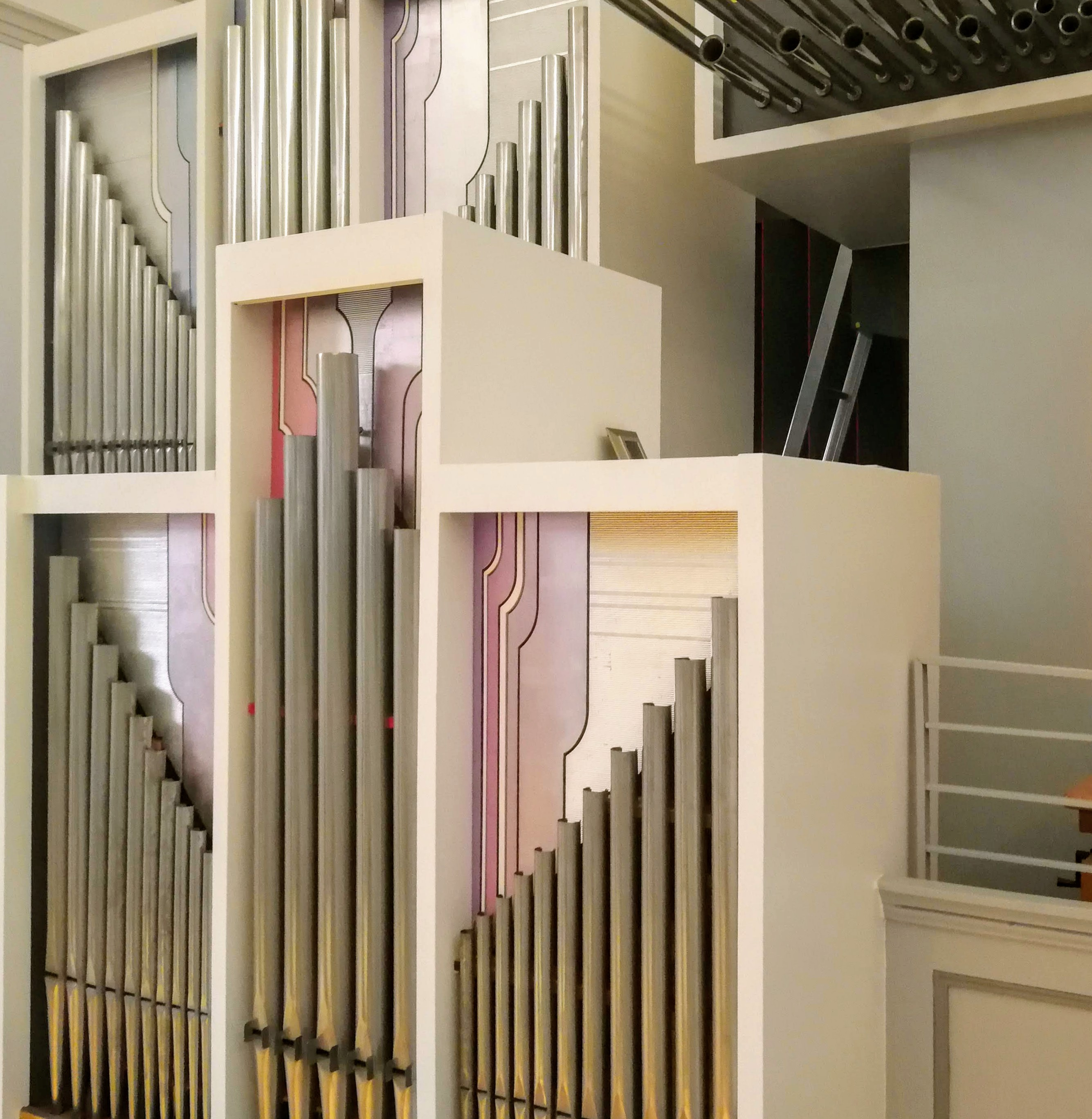
Prospektdetail der Orgel
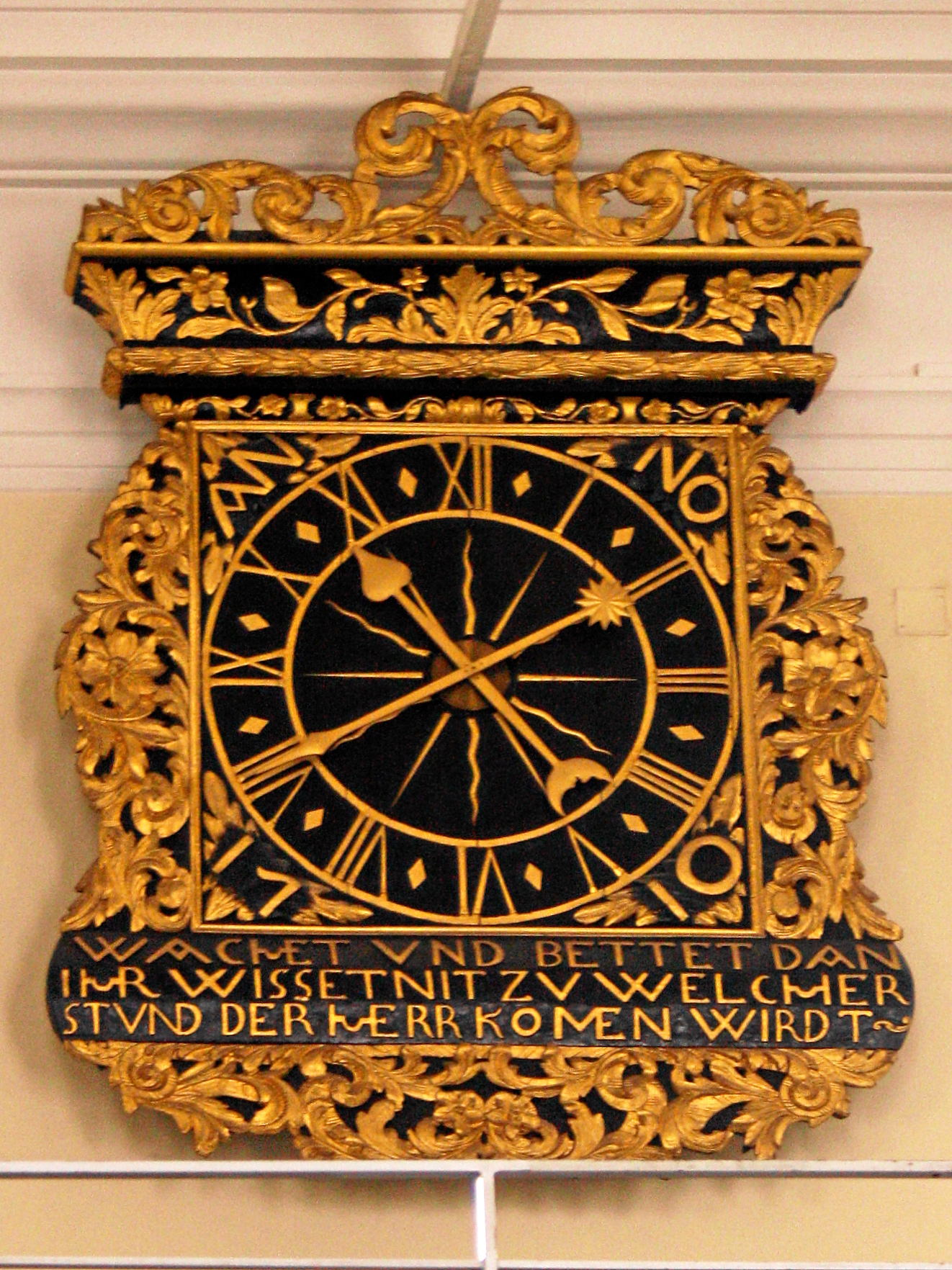
Barocke Uhr im Innenraum

## Orgel

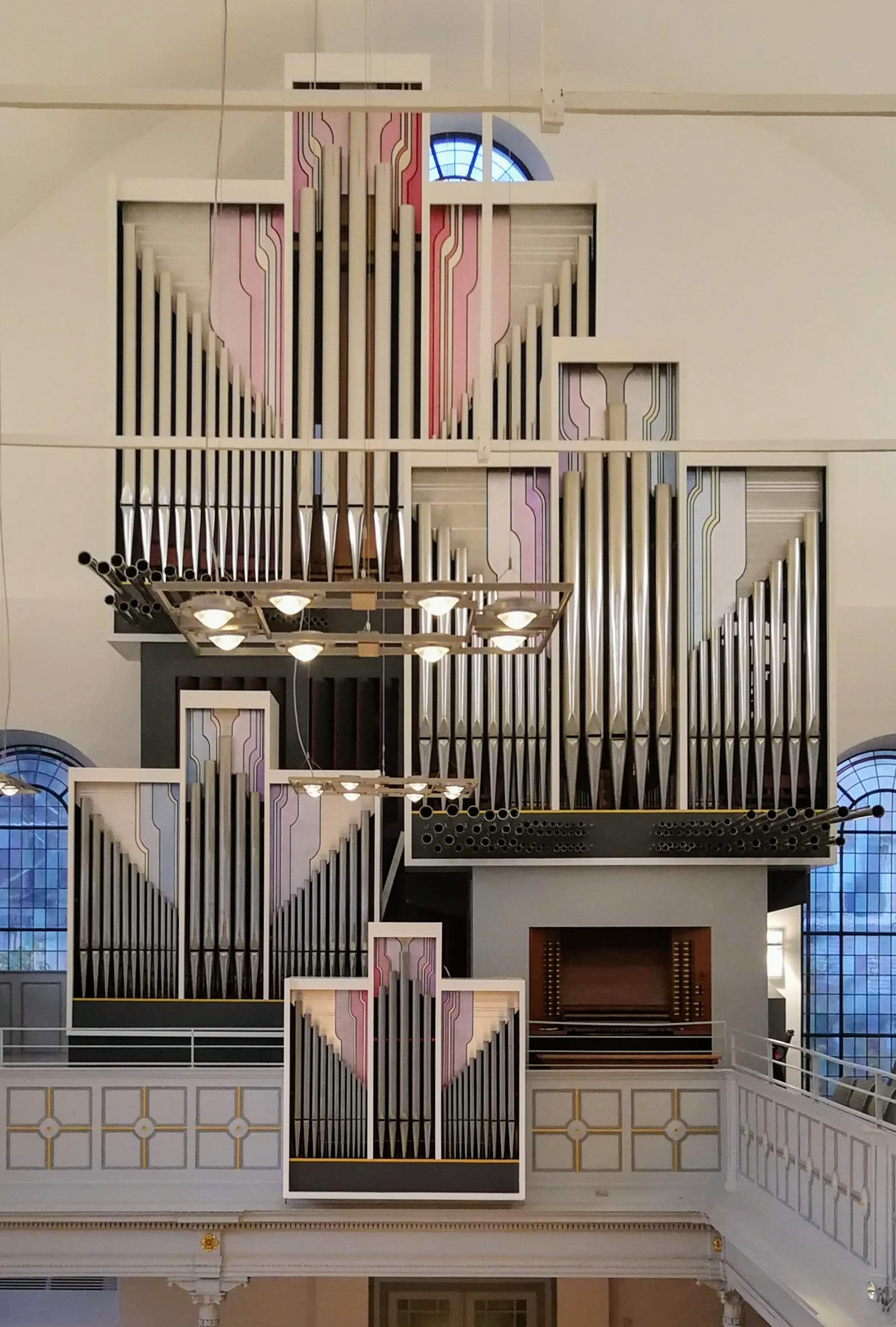
Moderner Orgelprospekt

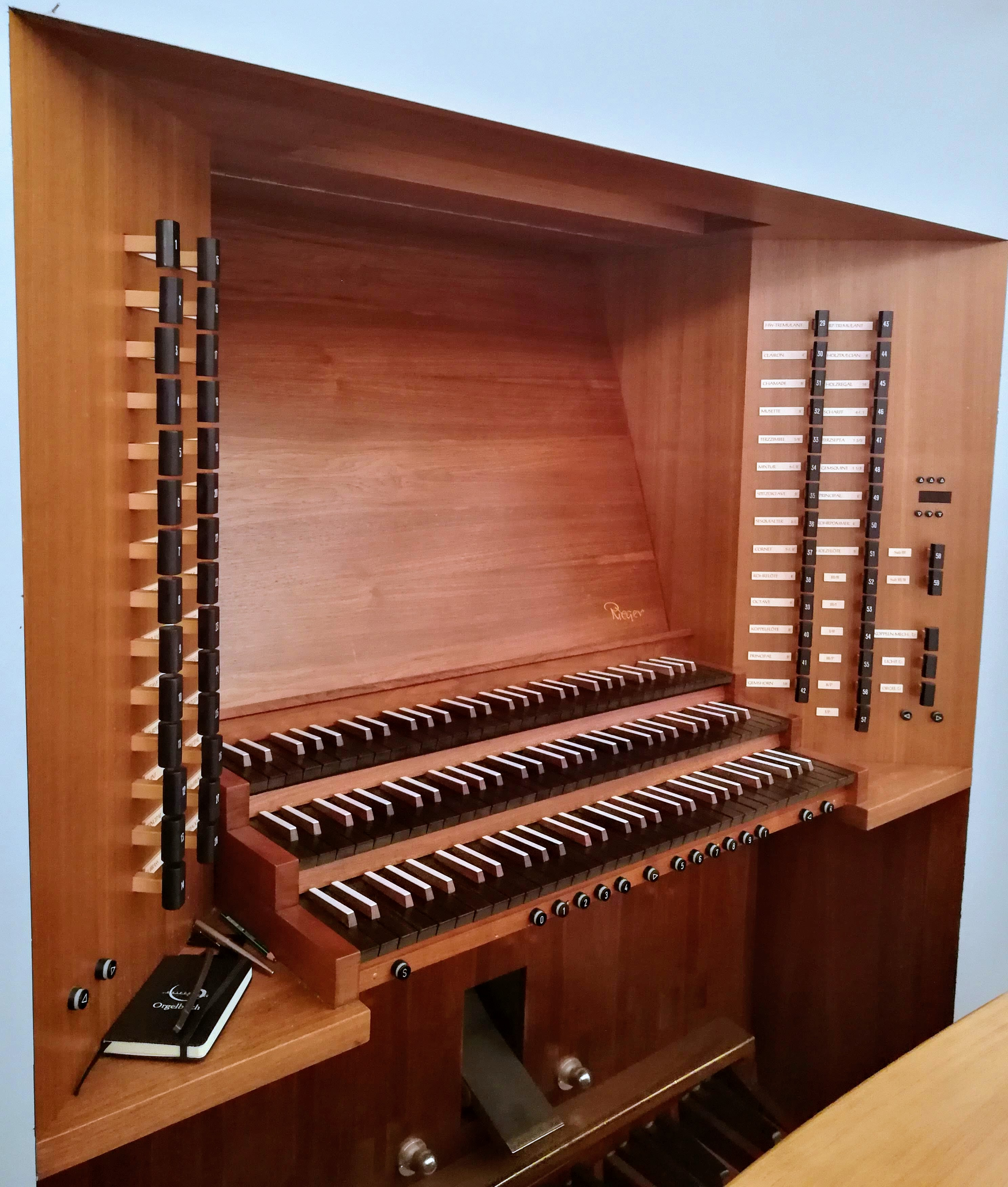
Spielanlage der Orgel

Die heutige Orgel der Neanderkirche wurde 1965 von der Orgelbaufirma Rieger (Schwarzach, Österreich) unter der Leitung von Josef von Glatter-Götz nach einem Dispositionsentwurf von Gerhard Schwarz, Hubert Meyers und Oskar Gottlieb Blarr erbaut. Das Instrument hat mechanische Spiel- und Registertrakturen und dient insbesondere als Konzertinstrument. Zahlreiche Einspielungen (LP und CD) wurden hier realisiert. 2016 erfolgte eine Überholung mit verschiedenen Erweiterungen und Veränderungen (inkl. einer neuen, ungleichstufigen Stimmung) durch die Firma Seifert.
Von 1961 bis 1999 war Oskar Gottlieb Blarr hier Kantor und Organist; Nachfolger war Martin Schmeding, und seit 2003 ist Sebastian Klein der Stelleninhaber.
Die Disposition lautet: 
| I Rückpositiv C–c4 |        |
| Hohlflöte          | 8′     |
| Rohrpommer         | 4′     |
| Principal          | 2′     |
| Terzsepta          | 1 3⁄5′ |
| Gemsquint          | 1 ⁄3′  |
| Scharff IV         |        |
| Holzregal          | 16′    |
| Holzdulcian        | 8′     |
| Tremulant          |        |

| II Hauptwerk C–c4 |       |
| Gemshorn          | 16′   |
| Principal         | 8′    |
| Koppelflöte       | 8′    |
| Octave            | 4′    |
| Rohrflöte         | 4′    |
| Sesquialter II    | 2 ⁄3′ |
| Spitzoctave       | 2′    |
| Mixtur VI         | 2′    |
| Buntzimbel        | 1⁄2′  |
| Cornett V         | 8′    |
| Chamade           | 8′    |
| Musette           | 8′    |
| Clairon (Cham)    | 4′    |
| Tremulant         |       |

| III Schwellwerk C–c4 |        |
| Principal            | 8′     |
| Gedacktflöte         | 8′     |
| Schwebung            | 8′     |
| Geigenoctave         | 4′     |
| Spitzgedackt         | 4′     |
| Nazard               | 2 ⁄3′  |
| Q. de Nazard         | 2′     |
| Terz                 | 1 3⁄5′ |
| Octave               | 1′     |
| Mixtur IV-VII        | 2′     |
| Trompete             | 16′    |
| Trompete             | 8′     |
| Trompete             | 4′     |
| Tremulant            |        |

| Pedal C–g1  |         |
| Principal   | 16′     |
| Subbass     | 16′     |
| Quinte      | 10 2⁄3′ |
| Octave      | 8′      |
| Rohrpfeife  | 8′      |
| Sesquialter | 5 1⁄3′  |
| Octave      | 4′      |
| Hintersatz  | 4′      |
| Octave      | 2′      |
| Bombarde    | 16′     |
| Sordun      | 8′      |
| Chamade     | 8′      |
| Chamade     | 4′      |
| Tremulant   |         |

- Koppeln: I/II, III/I, III/II, I/P, II/P, III/P, Sub III, Sub III/II
- Nebenregister: Nachtigall
- Spielhilfen: 4000-fache Setzeranlage

## Glocken
Im Turm hängen zwei Glocken in den Schlagtönen fis' und a'. Die große Glocke wurde 1962 von der Glocken- und Kunstgießerei Rincker im hessischen Sinn gegossen, die kleine Glocke ist eine sogenannte Leihglocke vom Hamburger Glockenfriedhof, dessen Provenienz bisher unbekannt ist.